# Rhyacia pyrenaica
Rhyacia pyrenaica är en fjärilsart som beskrevs av Charles Boursin 1928. Rhyacia pyrenaica ingår i släktet Rhyacia och familjen nattflyn. Inga underarter finns listade.